# Бучковці
Бучковці (словен. Bučkovci) — поселення в общині Лютомер, Помурський регіон, Словенія. Висота над рівнем моря: 205 м.